# Taracticus rufipennis
Taracticus rufipennis är en tvåvingeart som först beskrevs av Macquart 1847.  Taracticus rufipennis ingår i släktet Taracticus och familjen rovflugor. Inga underarter finns listade i Catalogue of Life.